# 11138 Hotakadake
11138 Hotakadake eller 1996 XC31 är en asteroid i huvudbältet som upptäcktes den 14 december 1996 av den japanska astronomen Takao Kobayashi vid Ōizumi-observatoriet. Den är uppkallad efter det japanska berget Hotakadake.
Asteroiden har en diameter på ungefär 5 kilometer.